# Kongregace sester svaté Alžběty
Kongregace sester svaté Alžběty (šedé alžbětinky, latinsky Congregatio Sororum a Sancta Elisabeth – CSSE) je katolický ženský terciární řeholní institut papežského práva, jeho patronkou je svatá Alžběta Durynská.

## Stručné dějiny kongregace
Kongregace byla založena ve slezské Nise, kde se 27. září 1842 čtyři ženy, Maria Merkertová, Matylda Merkertová, Franziska Wernerová a Klára Wolffová chtěly společně věnovat péči o chudé a nemocné. Jejich duchovní vůdce, P. Franz Xaver Fischer, jim v roce 1844 dal řeholi a vyslal je do noviciátu sester Boromejek do Prahy. Nová komunita byla schválena vratislavským biskupem Heinrichem Försterem dne 4. září 1859. První generální představenou se stala Maria Merkertová (blahořečená v roce 2007). Institut byl definitivně schválen Svatým Stolcem v roce 1887, v roce 1924 byly schváleny i jeho konstituce a v roce 1923 byl připojen k františkánskému řádu.

## Kongregace v současnosti
Sestry sv. Alžběty se věnují péči o chudé, nemocné a lidi na okraji společnosti, křesťanské výchově dětí a mládeže a náboženské formaci dospělých. Na konci roku 2005 měla kongregace 1709 řeholnic ve 227 řeholních domech. V roce 1878 přišly sestry do Krnova, působily i v Novém Jičíně a Hlučíně, v současnosti působí v Ostravě – Zábřehu.

## Maria Paschalis a devět společnic
Další informace: Maria Paschalis Jahnová a devět společnic
Dne 19. června 2021 podepsal papež František dekret o tom, že Marie Paschalis a jejích 9 spolusester zemřely v roce 1945 na různých místech "in odium fidei" (z nenávisti k víře). Beatifikace se konala dne 11. června 2022 ve Vratislavi. Jedná se o následující alžbětinky:
- Maria (Paschalis) Jahnová (1916–1945)
- Anna (Felicitas) Ellmerer (1889–1945)
- Helena (Acutina) Goldberg (1882–1945)
- Lucia (Sapientia) Heymann (1875–1945)
- Juliana (Edelburgis) Kubitzki (1906–1945)
- Marta (Melusia) Rybka (1905–1945)
- Elfrieda (Rosaria) Schilling (1908–1945)
- Klara (Adela) Schramm (1885–1945)
- Anna (Sabina) Thienel (1909–1945)
- Hedvika (Adelheidis) Töpfer (1887–1945)